# Rumer (musiker)
Sarah Joyce, född 3 juni 1979 i Islamabad, Pakistan, är en persisk-brittisk sångare och kompositör känd under artistnamnet Rumer, som kommer från den brittiske författaren Rumer Godden.
Hon nominerades för en BRIT Award 2011. Hon är inspirerad av bl.a. Ella Fitzgerald, Judy Garland, Carole King och Dusty Springfield.

## Diskografi

### Studioalbum
- 2010 – Seasons of My Soul
- 2012 – Boys Don't Cry
- 2014 – Into Colour

### Singlar
- 2007 – Remember (Christmas)
- 2010 – Slow
- 2010 – Aretha
- 2011 – Am I Forgiven
- 2011 – I Believe In You
- 2011 – I Wanna Roo You
- 2012 – P.F. Sloan
- 2012 – Sara Smile
- 2014 – Dangerous
- 2014 – Reach Out
- 2015 – Love Is The Answer
- 2015 – Being At War With Each Other
- 2015 – I Can't Go For That (No Can Do)
- 2015 – Be Thankful For What You Got'[4]